# 特里蘇里河
特里苏里河（羅馬化：Trishulī natī）是尼泊尔中部那拉亚尼河流域的重要支流之一。该河由发源于西藏吉隆县的吉隆藏布和伦德科拉汇流而成，二者在尼泊尔与西藏边境的拉苏瓦加迪附近交汇。特里苏里河谷曾是连接加德满都谷地与西藏之间的传统贸易通道。

## 词源
特里苏里河的名称源自“Trishula”（三叉戟），即印度教中最强大的神灵湿婆所持的武器。传说中，在喜马拉雅山高处的戈萨因库达（Gosaikunda），湿婆将他的三叉戟插入地面，刺出了三股泉水，这三股泉水便成为特里苏里河的源头。